# 9e régiment du génie
Pour les articles homonymes, voir 9e régiment.
Le 9e régiment du génie ou (9e RG) est un régiment du génie militaire de l'armée française créé peu avant la Première Guerre mondiale et ayant été dissous en 1992. Sa devise est : "Allons-y, on passera". La devise du 9e BG et du 9e RG sont identiques. Ils la tiennent du 96e BG dont ils sont les héritiers.

## Création et différentes dénominations
En 1901, le décret du 21 janvier attribue le numéro 25 aux aérostiers. Le 1er avril 1904 est formé, sous les ordres du chef de bataillon Hirschauer, le 25e bataillon du génie. Au début de la Première Guerre mondiale, ils sont dans les bataillons de Places. Le 25e bataillon, pour la place de Verdun, au 9e régiment du génie créé le 28 avril 1914.
1er mai 1914 : Création du 9e régiment du génie à Verdun (caserné à la Citadelle), à partir :
- du 6e bataillon de campagne (Compagnies 6/1 à 6/4) ;
- du 25e bataillon de place (Compagnies 25/1 à 25/3) ;
- de la 1re compagnie de sapeurs cyclistes.

Il reçoit son drapeau à la revue de Longchamp le 14 juillet 1914.
- Réorganisé à Metz en 1920.
- Dissous le 1er mai 1929 pour faire place au 2e régiment du génie.
- Création à Roanne d'un 9e BG dans l'armée d'Armistice (1940-1942)
- 9e BG est reconstitué le 1er mars 1946 à Bergzabern à partir du 96e BG.Transféré en Algérie avec la 7e DLB, il est implanté dans l'Oranie (Mostaganem) jusqu'en 1962.Il est dissous au Camp de Sissonne le 28 février 1962.
- Le 9e RG est recréé à Neuf-Brisach (Caserne Abbatucci), le 16 mars 1962, avec les effectifs des 9e BG et 36e BG dissous.
- Dissous le 30 juin 1992.

## Colonels/chef-de-brigade
- 1973-1975 : Jean-François Silvestre*

(*) Officier qui devint par la suite général de brigade.

(**) Officier qui devint par la suite général de division.

## Historique des garnisons, combats et batailles du9erégiment du génie

### Première Guerre mondiale
À la déclaration de guerre, il est dissous, et réduit à un dépôt de guerre. Il forme 47 compagnies divisionnaires et de corps d'armée, formant les 6e et 25e bataillon du génie. Rattachement de ses unités, à la mobilisation :
- 19 Compagnies du 6e bataillon (réparties entre le 6e CA, les 12e, 40e, 42e, 56e, et 166e DI
- 12 Compagnies du 25e bataillon (réparties entre la Place de Verdun, les 72e et 132e DI)
- 5 Compagnies territoriales du 6e bataillon
- 4 Compagnies du service de la navigation (SN)
- 1 Compagnie d'étapes (affectée à l'armée d'Orient)
- 2 Compagnies de Sapeurs Cyclistes, affectées aux 4e[2], 5e[3], 8e et 10e divisions de cavalerie
- 4 Compagnies d'instruction

Six de ces compagnies ont été citées au cours du conflit (50 citations collectives leur ont été décernées) et deux d'entre elles ont l'honneur de porter la fourragère aux couleurs de la médaille militaire.
- 6e bataillon rattaché au 6e CA : compagnies 6/4, 6/5[4], 6/16, 6/21

les compagnies 6/4, 6/4bis, 4/13, 14/15, renforcées à partir du 16 mars des compagnies 6/1 et 6/1bis sont engagées aux Éparges en 1915.
Les compagnies du 9e RG affectées à la 12e division d'infanterie du 6e CA sont engagées durant la Seconde bataille de Champagne (septembre 1915)
- La 25/5 est la compagnie de Place attachée à Verdun dès août 1914. Elle est attachée à la 132e DI puis à la 4e DI. La compagnie sera engagée principalement aux Jumelles d'Ornes, Verdun, Fromezy, Dieppe, Mort-Homme, Bethincourt, Oise, aux Eparges, Flandre, Douaumont, le Téton. Elle sera citée deux fois. Dissoute le 15/4/1919, ses effectifs sont engerbés à la 25/1.

### Entre-deux-guerres
À l'armistice, les unités du 9e régiment du génie sont regroupées à Metz. Plusieurs d'entre elles participent à l'occupation du Palatinat (Compagnie 6/2 à Kaiserslautern).
Réorganisé le 1er janvier 1920, il est regroupé à Metz (casernes Riberpray et Cormontaigne), ainsi qu'à Verdun (E.M. et C.H.R.). Il compte à cette époque 3 bataillons de Sapeurs Mineurs et une compagnie d'électromécaniciens de campagne.

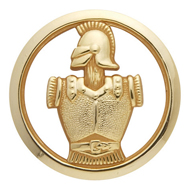
Insigne de béret du génie

De 1920 à 1929, ces compagnies sont employées au Maroc.
Par suite de l'application de la loi sur la réorganisation de l'armée, le 2e régiment du génie de Montpellier est dissous. Le 9e régiment du génie prend alors le numéro 2, le 1er mai 1929.

### Seconde Guerre mondiale
Guerre 1939 – 1940
Le 9e bataillon du génie motorisé est formé à Bourges fin août 1939, dirigé sur Woëvre, il est capturé le 19 mai 1940
Armée d'Armistice
Le 9e bataillon du génie est créé le 1er août 1940 à Roanne (caserne Combes) il compte 2 compagnies (13e DM de l'Armée d'Armistice), une 12e compagnie œuvrant en zone occupée lui est rattachée.
Le 9e bataillon du génie est démobilisé le 27 novembre 1942

### De1945à nos jours

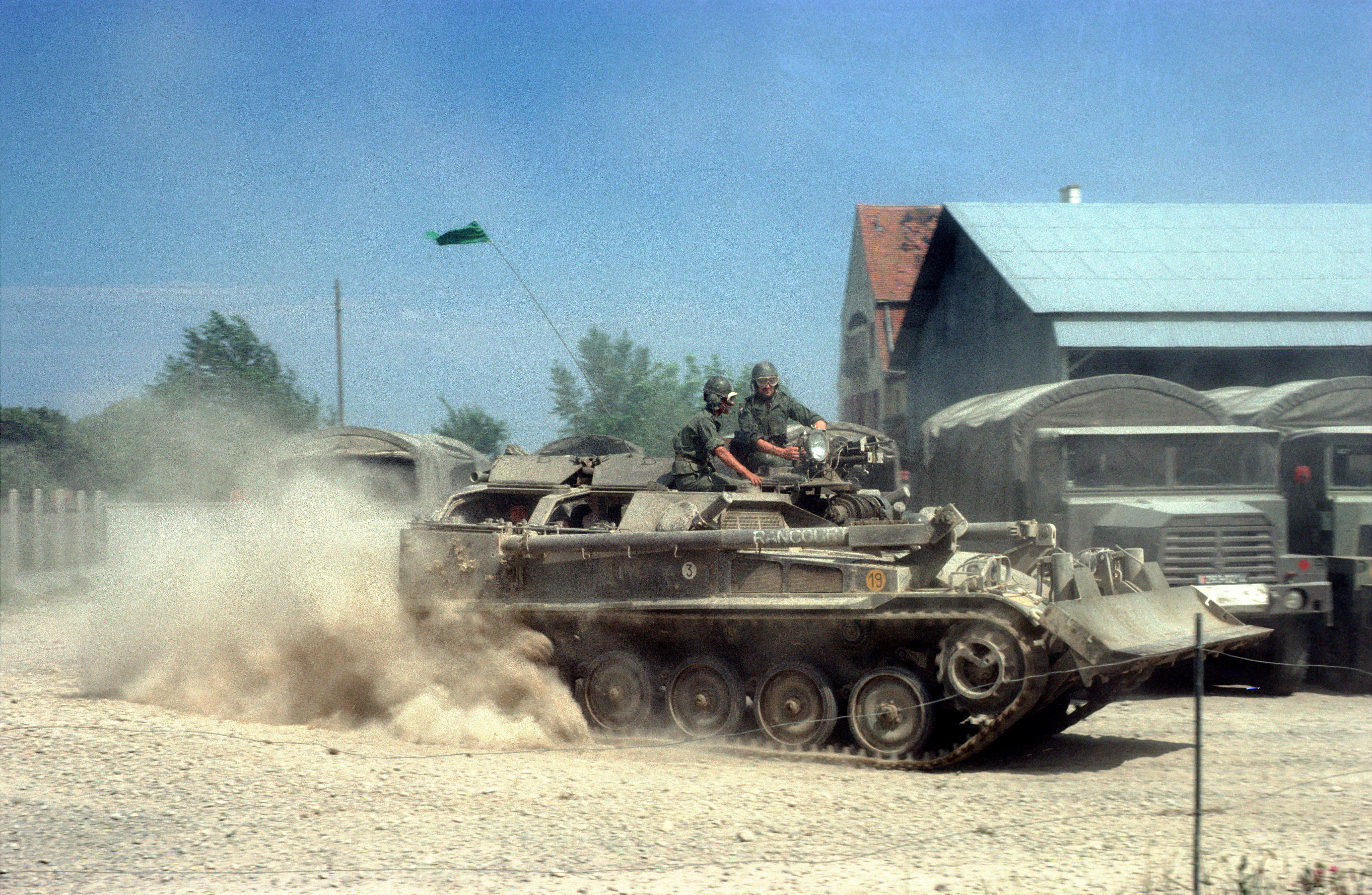
Un AMX-13 Véhicule de combat du génie à la caserne Abbatucci en 1976.

Recréé le 1er mai 1946 en Allemagne de l’Ouest à partir du 96e bataillon du génie, il est affecté à la 5e DB et stationne à Bergzabern de 1946 à 1951 puis à Spire de 1951 à 1956.
Il s'embarque pour l'Algérie avec la 5e DB où il débarque le 12 avril 1956.
Stationné dans l'Oranais, il œuvre dans le Dahra puis dans les monts de Frenda, sa base arrière se trouvant à Ouled Aouf. Son Centre d'instruction étant lui, resté à Spire.
Le 9e bataillon du génie quitte la 5e DB et la zone nord oranaise en février 1961. Rentré en métropole en 1962, il est dissous à Sissonne le 28 février 1962.

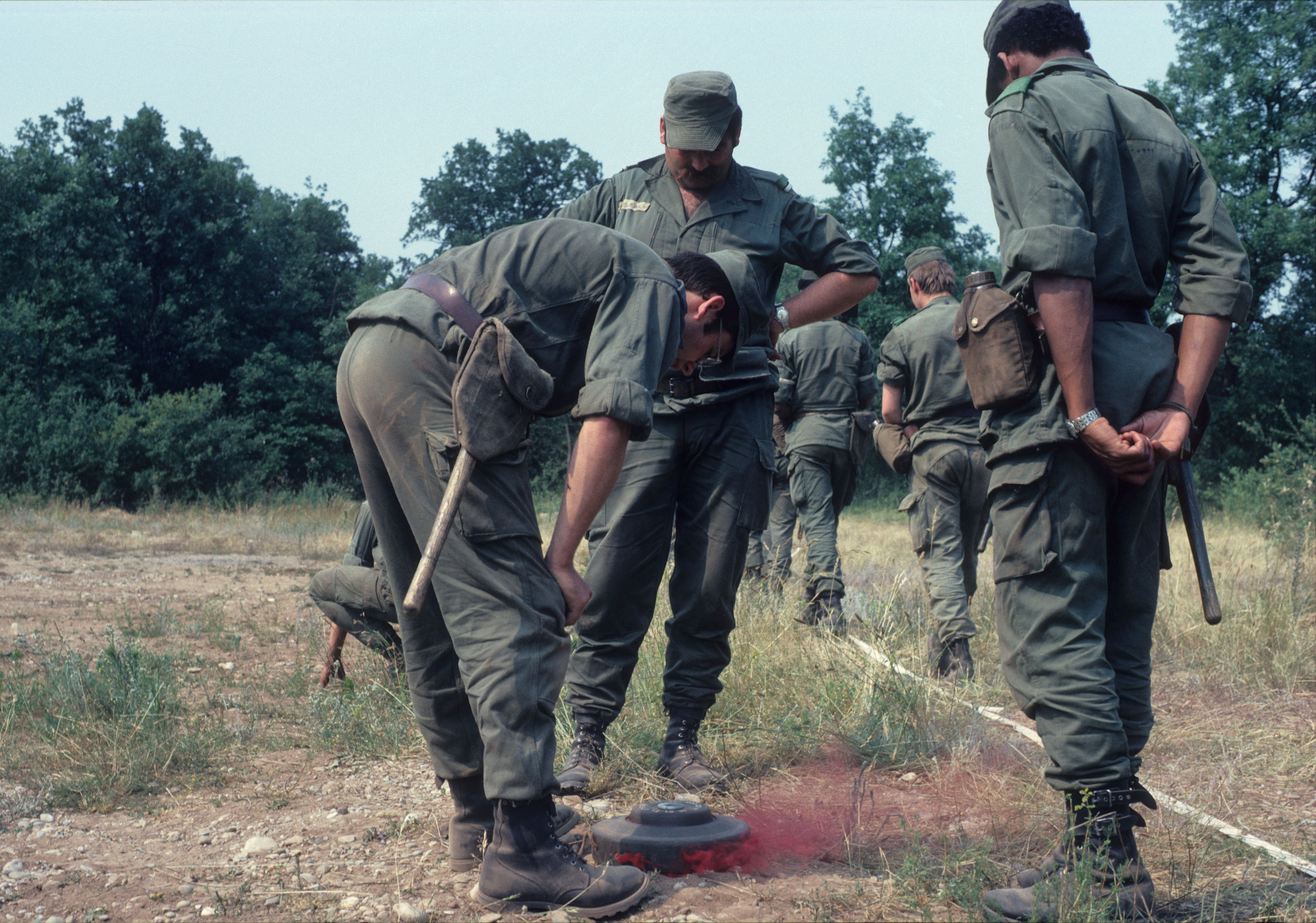
Des sapeurs de la 5e compagnie du 9e RG lors d'un exercice de minage en 1976.

Le 9e régiment du génie est recréé le 16 mars 1962 à Neuf-Brisach, caserne Abbatucci, à partir des 9e et 36e bataillons du génie qui viennent d'être dissous. Le régiment conserve les traditions du 96e bataillon du génie.

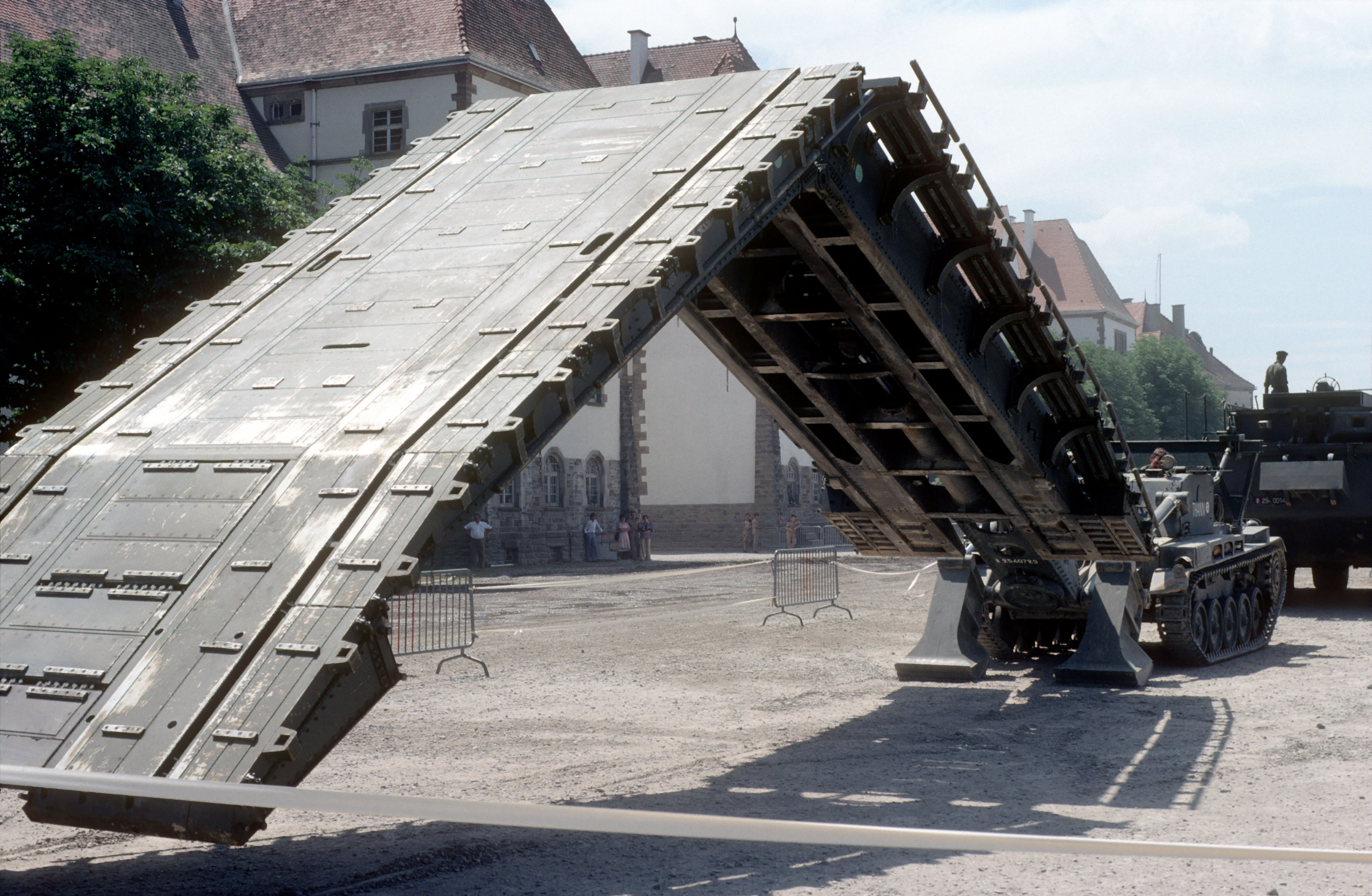
Démonstration d'un AMX-13 PDP (Poseur de Pont) en 1976.

Il est régiment divisionnaire du Génie de la 7e division, division 59 puis division 67, puis de la 6e division blindée (1977 à 1984). Lorsque la 6e division blindée est dissoute en 1984, le 9e RG devient régiment du génie de la 3e division blindée (1984 à 1992).
Régiment divisionnaire division 59 : compagnie de commandement, compagnie d'équipement et de pontage, deux compagnies de combat. 35 officiers, 85 sous-officiers, 450 soldats du rang. 132 véhicules à roues, 7 motos, 9 VTT AMX13, 25 engins spéciaux.
Régiment divisionnaire division 67 : compagnie de commandement et des services, compagnie d'équipement et de pontage, deux compagnies de combat. 34 officiers, 108 sous-officiers, 607 soldats du rang.
Régiment divisionnaire division 77 : compagnie de commandement et des services, compagnie d'appui, compagnie de combat mécanisée, deux compagnies de combat blindées.
Le 9e régiment du génie est dissous le 19 juin 1992.

## Drapeau
Reçu le 14 juillet 1914, sur l'hippodrome de Longchamp, de Raymond Poincaré, Président de la République.
Reçu en septembre 1952 et confié au 9e bataillon du génie. Reversé au Musée de l'Armée pour cause de vétusté, un nouvel emblème est réalisé en 1953 et transmis au 9e RG par le 9e BG.
Il porte, cousues en lettres d'or dans ses plis, les inscriptions suivantes:
- Verdun 1916
- La Somme 1916
- L'Aisne 1917
- L'Oise 1918
- Colmar 1944

## Insignes

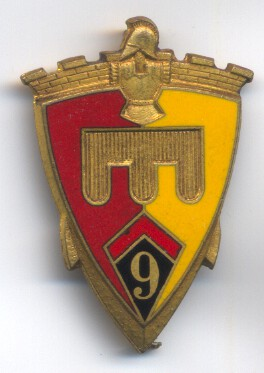
Insigne 9e bataillon de génie de 1941.

- Écu ancien crénelé en chef d'or, parti en gueules et de jaune, timbré d'une cuirasse et d'un pot-en-tête d'or, chargé en cœur d'un gonfanon du même soutenu d'un écusson de sable au chiffre 9 d'or bordé d'un chevron de gueules. Le tout soutenu en pointe dans les bras d'une ancre d'or.

Fabrication Drago Béranger, approuvé par D.M no 2242-C2/4 du 9 décembre 1941

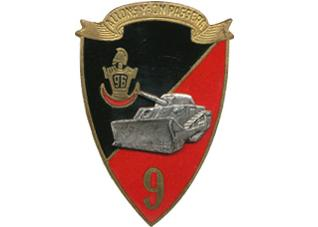
Insigne 9e bataillon de génie de 1946 à 1962.

- Écu français ancien, taillé de sable et de gueules broché d'un char dozer accompagné en chef d'argent d'une cuirasse et d'un pot-en-tête d'or chargé du nombre 96 du même soutenu d'un croissant de gueules et en pointe du chiffre 9 d'or. En chef, sur un listel, la devise "ALLONS-Y, ON PASSERA" de sable.

Fabrication Drago et variante sans marque de fabricant, homologué G 999 le 16 février 1953

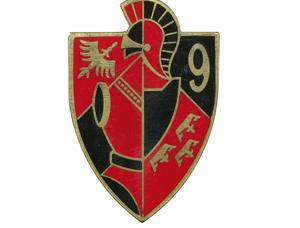
Insigne 9e régiment de génie de 1963 à 1992.

- Écu ancien à un pot-en-tête de l'un dans l'autre de sable et de gueules à bordure d'or accostée en chef dextre d'alérion d'or sur champ de gueules, en chef sénestre du chiffre 9 aussi d'or sur champ de sable, en flanc sénestre de trois couronnes d'or sur champ de gueules.

Fabrication Drago - Arthus Bertrand, homologué G 1909 le 15 janvier 1963

## Devise
Allons-y, on passera!

## Décorations
Avec ses 24 citations à l'ordre de l'armée, le 6e bataillon est l'unité du génie la plus décorée pendant la première guerre mondiale. Deux des compagnies de combat portent la fourragère aux couleurs du ruban de la Médaille militaire, trois autres portent la fourragère aux couleurs du ruban de la Croix de guerre 1914-1918.
- 24 citations à l'ordre de l'Armée,
- 11 citations à l'ordre du Corps d'Armée,
- 4 citations à l'Ordre de la Division,

Ses Compagnies sont citées 8 fois avec leurs Grandes Unités.
- Les Compagnies 6/3 et 6/53 ont reçu la Fourragère aux couleurs du ruban de la Médaille militaire (17 février 1919)
- Aux couleurs du ruban de la Croix de guerre 1914-1918 :
  - Compagnies 25/1 et 25/51 du 9e régiment du génie (15 octobre 1918)
  - Compagnies 6/14 et 6/64 du 9e régiment du génie (10 décembre 1918)
  - Compagnies 25/4 et 25/54 du 9e régiment du génie (7 janvier 1919)
  - Compagnies 6/2 et 6/52 du 9e régiment du génie (9 février 1919)
- La 6/3 est décorée de la médaille Belge de l'Yser.

NB : seule l'unité citée, en l'occurrence, la compagnie, a droit au port de ses décorations.

## Personnalités ayant servi au9eRG
- Georges Bonnet. Il est affecté pour son service militaire au 15e régiment du génie en novembre 1925. Admis à suivre les cours d'EOR à l'École militaire du Génie, il est ensuite affecté au 9e régiment du génie à Metz et libéré du service en novembre 1926 comme sous-lieutenant de réserve. Il se rallie aux Forces françaises libres fin août 1940.

Chevalier de la Légion d'honneur
Compagnon de la Libération - décret du 17 novembre 1945
Croix de guerre 1939-1945 avec palme (4 citations)
- Jean Moulin : 7 septembre 1919 - 1er novembre 1919[7].
- Patrick Topaloff. Animateur, chanteur et humoriste, a servi au 9e régiment du génie à Neuf-Brisach du 1er mars 1965 au 30 juin 1966 - Fraction du contingent 65 1/B et a laissé un souvenir impérissable parmi ses camarades de chambrée.
- La fratrie des Vielet de Muret-et-Croutes évoquée plusieurs fois dans l'oeuvre Ceux de 14 de Maurice Genevoix et y est représentée par le personnage "Violet" dont le véritable nom était Gaston Vielet, dont les frères Henri et Charles sont morts dans ce même conflit. Maria, la sœur de "Violet", avait épousé son cousin germain, Lucien Doyen qui d'une part fit partie du 106e RI de Genevoix, mais d'autre part aussi du 9e régiment du génie[8].